# Castillo de Tsu
El castillo de Tsu (津城 Tsu-jō?) fue un castillo japonés sito en Tsu, Prefectura de Mie, Japón. Durante el periodo Edo, el castillo de Tsu era la sede del clan Sudo, daimios del Dominio de Tsu, que dominó las provincias de Ise e Iga. El castillo era también conocido como "Anotsu-jō" (安濃津城?) llamado así por el nombre antiguo de Tsu. Las ruinas del castillo son hoy en día un sitio histórico de la prefectura.

## Historia
Hosono Fujiatsu construyó en 1558 un castillo en la conjunción de los ríos Ano e Iwata, aprovechando los mismos como fosos naturales. Oda Nobunaga se hizo con el control del castillo en 1568 y ordenó en 1577 a su hermano menor, Oda Nobukane, residir allí para consolidar el control del clan Oda sobre la región de Ise. El castillo fue ampliamente expandido bajo su gobierno: se completaron los tres patios amurallados, una torre del homenaje de cinco pisos y una secundaria. Durante el mandato de Toyotomi Hideyoshi, Nobukane fue transferido a la Provincia de Tamba, y el castillo se le entregó a Tomita Nobuhiro en 1595 junto con un dominio de 50.000 koku.
El clan Tomita se unió al bando de Tokugawa Ieyasu y el castillo fue atacado en 1600 por tropas del ejército del Oeste al mando de Mori Terumoto y Chōsokabe Morichika. A pesar de la tenaz resistencia que opusieron los 1.300 defensores, no pudieron soportar el embate de los 30.000 atacantes y la mayor parte de las estructuras del castillo fueron quemadas Finalmente, la guarnición capituló.
El clan Tomita fue premiado por su lealtad por el shogunato Tokugawa con un incremento de 20.000 koku en sus ingresos  y fueron transferidos al Dominio de Uwajima, en la Provincia de Iyo en 1608.
El clan Tomita fue reemplazado por el clan Tōdō, que gobernaron como daimios el Dominio de Tsu (220.000 koku) hasta la restauración Meiji. Tōdō Takatora, que era un notable arquitecto de castillos, renovó el castillo de Tsu con una torre del homenaje de tres pisos y una de dos, remozó la ciudad aneja e incrementó los ingresos del clan a 323.000 koku.
Después de que la torre del homenaje fuera destruida en un incendio en 1662, el shogunato Tokugawa no concedió permiso para su reconstrucción, y fue reemplazada por una torre (yagura) de dos pisos.
El castillo fue desmilitarizado en 1871, y la mayor parte de sus estructuras restantes fueron destruidas, excepto una porción de sus fosos y dos puertas. El emplazamiento del castillo se convirtió en un parque. Una de las torres (yagura) fue reconstruida en 1958, pero no se hizo atendiendo a su forma histórica, y contiene varios elementos copiados de otras para hacerla más atractiva.